# Завод суперфосфату в Пуне
Завод суперфосфату в Пуне – підприємство індійської хімічної промисловості, яке працює у штаті Махараштра.
У 1967 році на майданчику заводу почали продукування сульфатної кислоти. В 1982-му ввели в дію ліню з випуску суперфосфату (фосфорне добриво), який отримують обробкою фосфоритів сульфатною кислотою.
Станом на початок 2020-х років річна потужність заводу становить 515 тисяч тон суперфосфату (дві третини з них гранульованого) та 82 тисячі тон сульфатної кислоти.
В 2021 році завод почав випускати як побічний продукт фосфогіпс.
Технологічний процес отримання сульфатної кислоти передбачає спалювання сірки із виділенням значних обсягів тепла. Утилізація останнього з наступним виробництвом електроенергії дозволяє покрити власні енергетичні потреби заводу. 
Первісно майданчиком опікувалась компанія Rama Krishi Rasayan, яку в подальшому поглинула Rama Phosphates Limited (RPL).